# Дедал (кратер)
Кратерът Дедал (Daedalus) на обратната страна на Луната е древен ударен кратер, който вероятно се е образувал през Нектарския период, което е преди около 3,9–3,8 милиарда години.
Това се определя поради високата степен на ерозия и броя на по-малки кратери, които са се образували върху него с течение на времето. Той е с диаметър около 93 километра и е забележителен с централния си връх и добре запазената си кръгла форма, въпреки възрастта му.